# Raleigh (Észak-Karolina)
Raleigh (ejtsd: ra-lí) az Amerikai Egyesült Államok Észak-Karolina államának fővárosa, és Wake megye székhelye. Raleigh javarészt Wake megyében terül el, csak egy kis része nyúlik át a szomszédos Durham megyébe. Raleigh-t a Tölgyek Városának (City of Oaks) is nevezik az ott található tölgyfák miatt. A város jelképe a makk. Észak-Karolina második legnépesebb városa Charlotte után. Becsült lakossága 380 173 fő (2008. július 1.) Az USA népességnyilvántartó központja szerint az ország legdinamikusabban növekvő agglomerációja.

## Történelem

### 18. század
1770 decemberében hozták létre Wake megyét a korábbi Cumberland, Orange és Johnston megyék helyén. A megye a nevét a kormányzó feleségének vezetéknevéről kapta. Az első székhelye Bloomsbury volt. Raleigh-t 1788-ban választották az állam leendő fővárosának, ám hivatalosan csak 1792-ben kapta meg a megye- és államszékhelyi címet. Ugyanebben az évben nevezték el Sir Walter Raleigh-ről, a roanoke-i kolónia támogatójáról. Az "Elveszett Kolóniának" a Fort Raleigh Nemzeti Történelmi Központ állít emléket Roanoke szigetén.
A város helyszínét részben egy akkor híres fogadó közelsége alapján választották ki. Korábban azon a helyen nem állt semmilyen település. Raleigh egyike azon kevés amerikai városoknak, melyeket kimondottan fővárosnak terveztek és építettek. Céltudatos kialakítását utcaszerkezete is tükrözi.

### 19. század

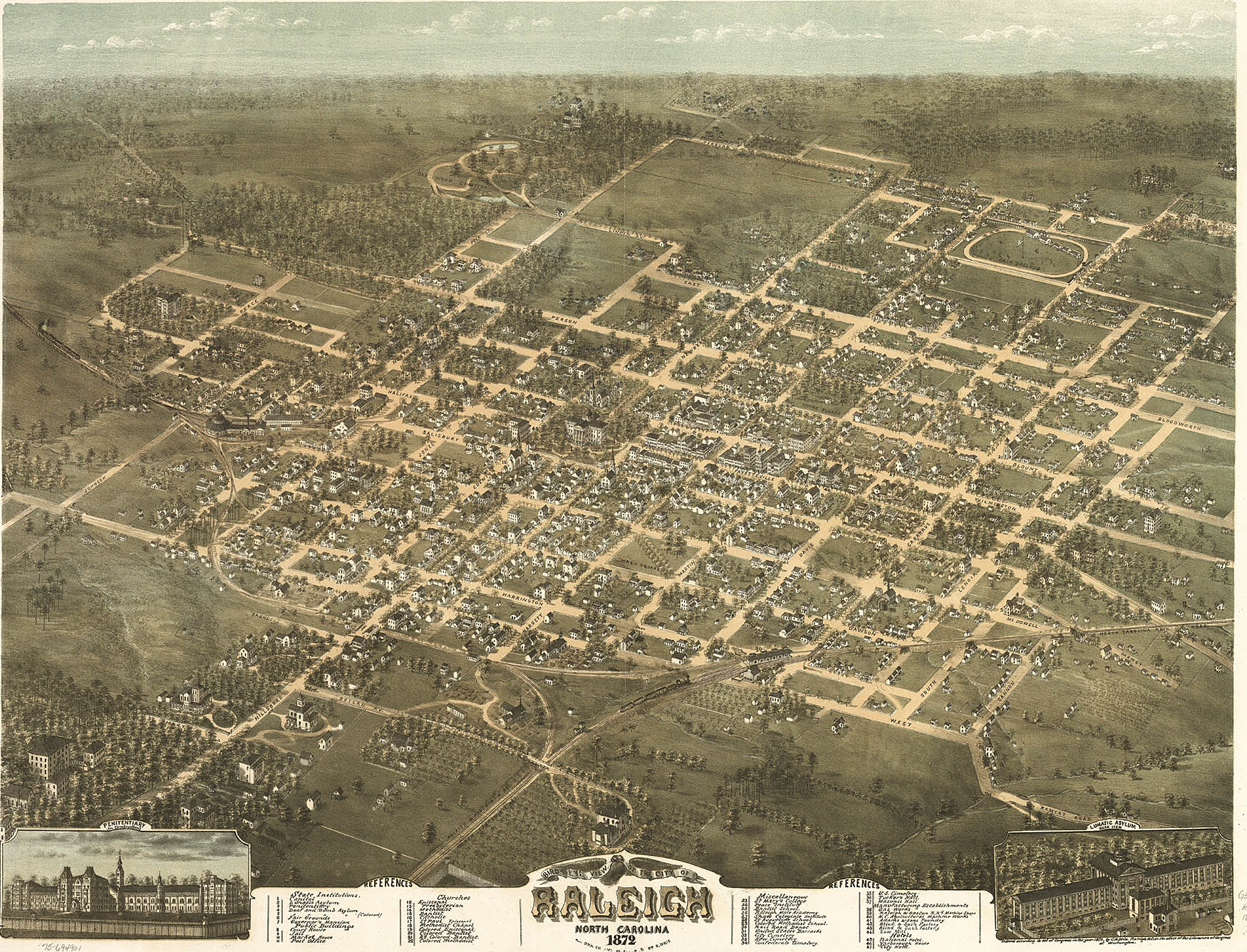
Raleigh, Észak-Karolina, 1872

Andrew Johnson, az Egyesült Államok 17. elnöke Raleigh-ban született 1808-ban. A város első vízvezeték hálózatát 1818-ban építették ki, ám a rendszer nem működött, ezért a projekt félbemaradt. 1819-ben felállt a város első önkéntes tűzoltóbrigádja, amit 1821-től hivatásos tűzoltóság váltott fel.
1831-ben leégett az észak-karolinai kapitólium. A helyreállítási munkák két évvel később kezdődtek meg. Az ehhez bányászott gránitot az állam első vasútvonalán szállították a városba. Az új kapitólium 1840-ben készült el.
1857-ben megnyitotta kapuit a Peace College, Raleigh első felsőoktatási intézménye.
A Polgárháború kitörése után árokerődítménnyel vették körül a várost az uniós hadsereg ellen. 1865. április 13-án az uniós lovasság Kilpatrick tábornok vezetése alatt bevette a várost. Miután a konföderációs seregek nyugat felé húzódtak vissza, az uniós erők követték őket, végül a közeli morrisville-i ütközetben találkoztak. A várost nem érte jelentős pusztítás a háború során, ám az utána következő Újjáépítési időszakban a gazdasági recesszió miatt évtizedek alatt is alig fejlődött valamit.

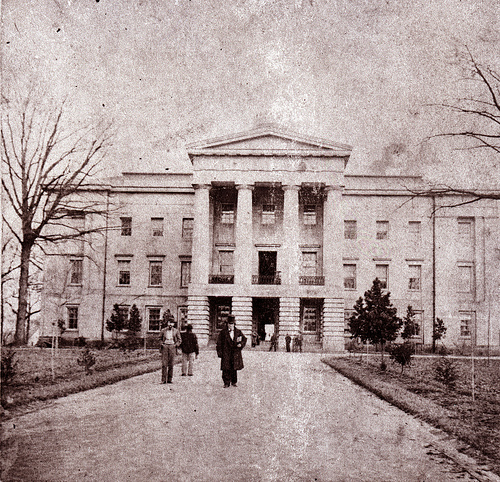
Az Észak-Karolinai Kapitólium az előtérben David S. Reid kormányzóval. (1861.)

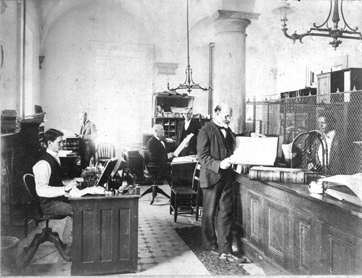
Az észak-karolinai állami kincstárnok irodája a Kapitóliumban (1890-es évek)

A Polgárháború után az afrikai-amerikaiak is tanulhattak, és a férfiak szavazati jogot is kaptak. A környező kisebb településekről sok felszabadított rabszolga felköltözött Raleigh-ba. A déliek első fekete felsőoktatási intézménye, a Shaw University 1865-ben kezdte meg a működését. A Shaw egyetemhez tartozó Estey Hall volt az első, fekete nők számára nyitott felsőoktatási intézmény. Az ország első afrikai-amerikai orvostudományi egyeteme szintén a Shaw-hoz tartozó Leonard Hall volt. 1867-ben az Episzkopális Egyház megalapította a St. Augustine főiskolát a felszabadított feketék számára. 1869-ben pedig jóváhagyták az első iskola megnyitását Raleigh-ban kimondottan látás- és halláskárosult feketék számára.
1874-ben felépült város szövetségi épülete. Ez volt a szövetségi kormányzat első projektje Délen a Polgárháború után. Raleigh fő napilapját 1880-ban alapították a korábbi News és Observer lapok összevonásával The News & Observer néven. Az Észak-Karolinai Ágrártudományi és Gépészmérnöki Főiskola, amit ma - Észak-Karolinai Állami Egyetemnek hívnak - 1887 óta működik. Az állam első ápolóképző intézménye az 1889-ben megnyílt Rex Hospitalban kapott otthont. A Baptista Nőiskola, mai nevén Meredith College 1891-ben nyílt meg.
1900-ban az állami törvényhozás új alkotmányt fogadott el megváltozott szavazási rendszerrel, mellyel megvonták a legtöbb fekete és a szegényebb fehérek szavazati jogait. Korábbi határozatokkal együtt az államnak 1908-ra sikerült teljesen kizárni a feketéket a szavazásból. Egészen 1965-ig az észak-karolinai feketék nem szavazhattak, nem lehettek az esküdtszék tagjai és nem láthattak el közfeladatokat.

### 20. század

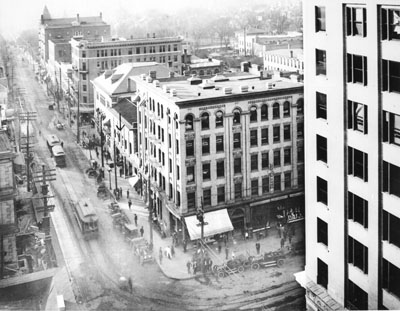
A Martin és Fayetteville utcák kereszteződése (1908)

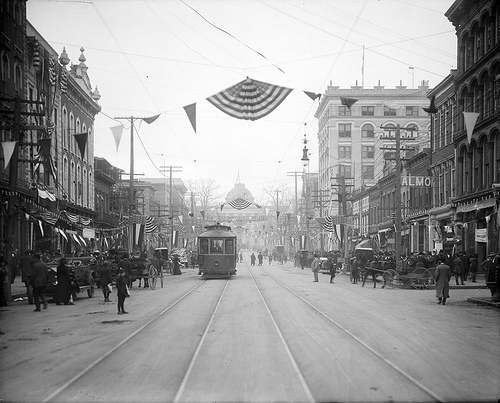
A Fayetteville utca az 1910-es években. Az észak-karolinai State Capitol a háttérben.

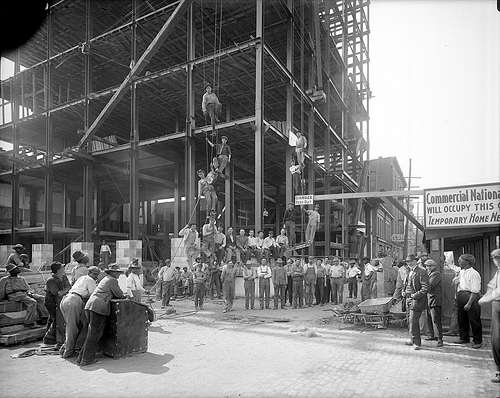
A Nemzeti Kereskedelmi Bank építése (1912)

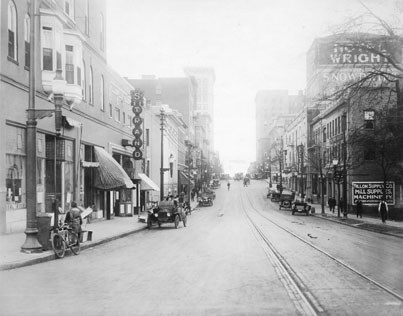
Martin utcai üzleti negyed (1915)

1912-ben megnyílt a Bloomsbury Park a népszerű körhintákkal. Később áthelyezték a Pullen Parkba, de a körhinták még ma is működnek.
1914 és 1917 között egy influenzajárvány végzett 288 helyi lakossal. Észak-Karolina állam összesen 5 799 férfit vesztett az I. világháborúban.
1922-ben megkezdte adását a város első rádiója (WLAC), ám csak két évig volt hallható. Egy másik adó (WFBQ) azonban 1924 óta folyamatosan sugároz. Bár 1927-ben nevet változtatott (WPTF), ez Raleigh legrégebbi, ma is működő rádióadója.
1929-ben megnyitott a város első repülőtere, a Curtiss-Wright Flying Field. Ugyanebben az évben a tőzsdekrach miatt hat raleigh-i bank bezárt.
A nagy gazdasági világválság alatt a kormányzat elsődleges célkitűzése volt a munkahelyteremtés. A város szabadidős és oktatási programokat indított, és közmunkákban alkalmazta az embereket.
1932-ben alakult meg az Észak-Karolinai Szimfonikus Zenekar. 1939-ben engedélyezték egy nagyobb repülőtér építését Raleigh és Durham között.
Az 1954-es Hazel hurrikán jelentős károkat okozott a városban.
Az első helyi televíziócsatorna, a WRAL-TV 1956-ban kezdett sugározni.
A Research Triangle Park 1957-es megnyitásával a város lakossága növekedni kezdett, a hatvanas évekre elérte a 100 000 főt.
A szövetségi Szavazójogi Törvény megszületésével, ami az afrikai-amerikai szabadságjogi mozgalom egyik legnagyobb sikere volt, Lyndon B. Johnson elnöksége alatt a feketék politikai szerepvállalása növekedésnek indult a városban. 1973-ban Clarence E. Lightner lett a város első fekete polgármestere.
1976-ban a Raleigh városi és Wake megyei iskolák egyesültek létrehozva a Wake megyei nyilvános iskolarendszert, ami az állam legnagyobb oktatási intézménye, az országban pedig a 19.
A '70-es és '80-as évek alatt felépült az I-440-es Interstate autópálya körgyűrű, ami sokat segített a város közlekedésében.
Az első kiállító és konferencia központ (convention center) és a Fayetteville bevásárlóközpont (street mall) 1977-ben nyílt meg. A Fayetteville Street sétálóutcává lett alakítva, hogy fellendítsék a belvárosi életet, de a kezdeményezés nem sikerült, és az üzletek hanyatlásnak indultak. Az utcát 2006-ban adták vissza a gépkocsiforgalomnak, ez a belvárost átszelő egyik legforgalmasabb út.
1991-ben felépült két felhőkarcoló a városban. 1996-ban az olimpiai láng is megfordult a Raleigh-ban az Atlantába vezető útján. Ugyanebben az évben a Fran hurrikán pusztított a városban.
1999-ben megnyílt az RBC Center aréna, ami otthont ad az NHL-ben szereplő helyi Carolina Hurricanes jégkorong csapatnak valamint a NC State Wolfpack kosárlabda csapatnak.

### 21. század
2001-ben a Raleigh Memorial Auditorium épületegyüttes tovább bővült a Progress Energy Center Előadóművészeti Központtal, a Fletcher Operaszínházzal, a Kennedy Színházzal, a Betty Ray McCain Galériával és a Lichtin Plázával.
A Fayetteville Street újra megnyílt a járműforgalom számára 2006-ban. Több belvárosi projekt indult ebben az évben, többek között a 34 emeletes RBC Bank Tower valamint több lakóépület és étterem építése. A városban további felhőkarcolók vannak a tervezési fázisban.
Az I-540-es Interstate autópálya 2007-es átadásával, amely egy 110 km-es elkerülőszakasz Wake megye körül, a közúti forgalom zsúfoltsága csökkent a régióban. A teljes elkerülőutat a tervek szerint 15 múlva fogják befejezni.
2008-ban a város Fayetteville utcai történelmi negyedet felvették a Nemzeti Történelmi Emlékhelyek Jegyzékébe.

## Földrajz
Az Egyesült Államok Népességnyilvántartó Hivatalának adatai szerint Raleigh területe 299,3 km², melyből 296.8 km² szárazföldi és 2.5 km² (0,84%) vízi.
Raleigh Észak-Karolina központi régiójának északnyugati részén található, ahol a Piedmont dombság és az Atlanti Parti Síkság találkozik. Ezt a területet "törésvonalként" is szokás nevezni, mivel a szárazföld belseje felé haladva itt jelennek meg először a zúgók és vízesések a folyókban és patakokban. Raleigh domborzatát is lankás dombok jellemzik, melyek enyhén keletre, a parti síkság felé lejtenek. A közép-piedmonti várostól nyugati irányban kb. három órányi autóútra van a tengerparti Atlantic Beach, keletre pedig kb. négy óra alatt érhetjük el autóval az Appalache-hegységet. A város 233 km-re délre fekszik a virginiai Richmondtól, 373 km-re délre Washingtontól és 230 km-re északkeletre Charlotte-tól.

### Éghajlat

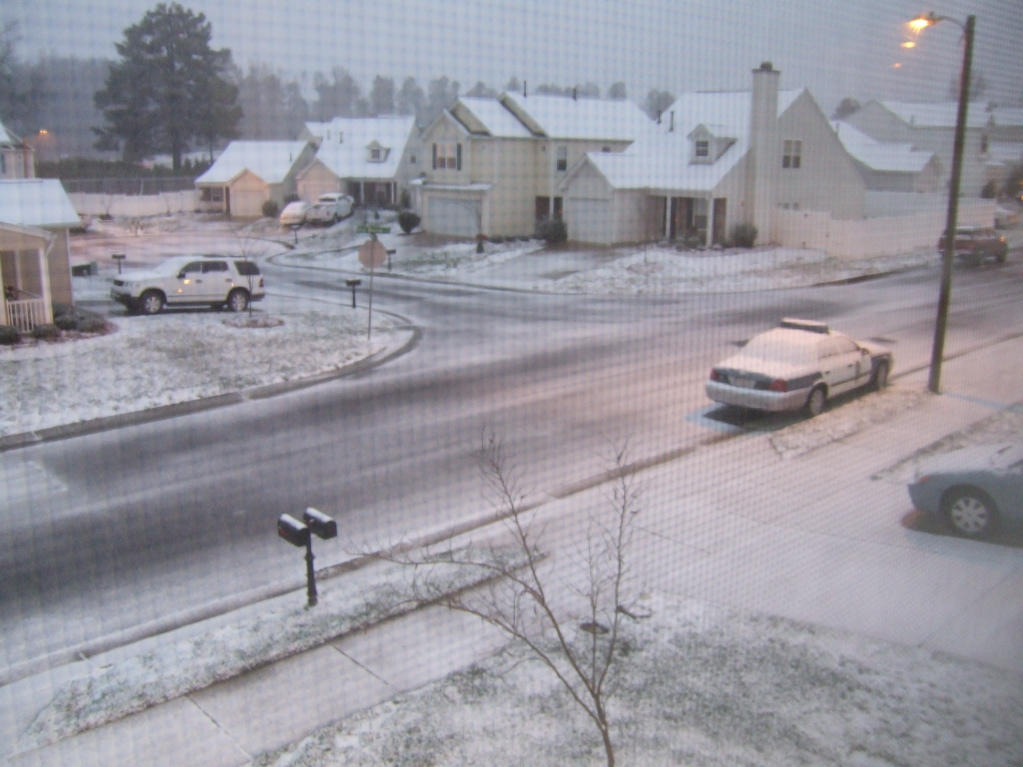
Havas Raleigh

Raleigh éghajlata nedves szubtrópusi. Az átmeneti évszakok általában enyhék, a nyarak melegek vagy forrók, a telek pedig hidegek vagy fagyosak sok csapadékkal. A téli hőmérséklet nappal 8-11 °C, éjszaka -4-0 °C, ám az esetenkénti 15 fokos hőmérséklet sem ritka a tél közepén. A leghidegebb napon -22 fokot regisztráltak. Tavasszal és ősszel általában 20 °C körüliek a nappalok, és 10-14 fokos éjszakák vannak. A nyarak nappal meghaladják a 30 fokos hőmérsékletet is.
A legcsapadékosabb hónap a január és a március, a legszárazabb pedig az április és a november. Télen átlagosan 210 cm körüli hó esik, de gyakran előfordul ónos eső és havas eső is, sőt néha nagyobb károkat okozó jégesők is. A szárazabb hónapokban néha aszály sújtja a várost, ilyenkor korlátozzák a lakossági vízfogyasztást.

## Gazdaság

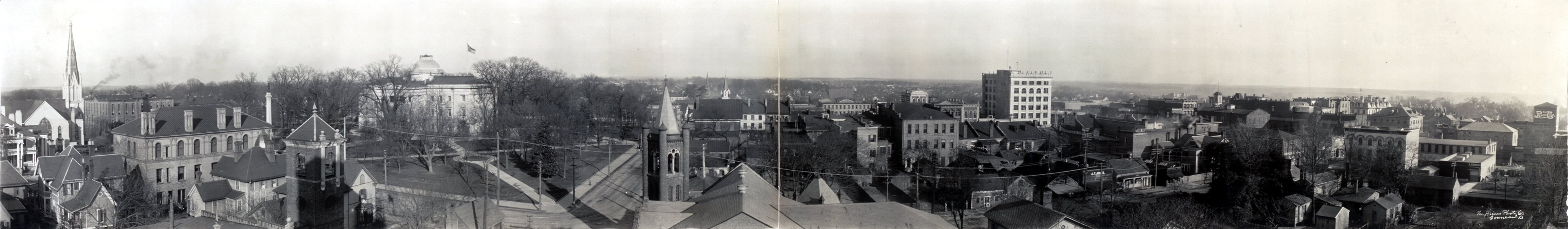
Raleigh belvárosának látképe, 1909.

Raleigh iparát elsősorban elektromos, gyógyászati, elektronikai és telekommunikációs eszközök előállítása jellemzi, de ruházati cikkek készítésével, élelmiszer-feldolgozással, papír- és gyógyszergyártással is foglalkoznak. Raleigh része az ún. észak-karolinai kutatási háromszögnek, ami az ország legnagyobb és legsikeresebb kutatási parkja, az Egyesült Államok vezető biotechnológiai és textilkutató központja. A város fontos kiskereskedelmi áruszállítási központ Észak-Karolina keleti részén, valamint élelmiszer nagykereskedelmi disztribúciós pont.

## Demográfia
A 2000-es népszámlálás szerint 276 093 fő (a 2008. júliusi becsült adat szerint 380 173), 61 371 család él Raleigh-ban. A népsűrűség 930,2 fő/km². 120 699 lakóegység található a városban, négyzetkilométerenként átlagosan 406,7. A város etnikai összetétele: 63,31% fehér, 27,80% afrikai-amerikai, 0,36% őslakos amerikai, 3,38% ázsiai, 0,04% csendes-óceáni, 3,24% egyéb továbbá 1,88% kevert etnikumú. A helyiek 7,01%-a vallja magát spanyol- vagy latin-amerikainak.
2000-ben 112 608 háztartás volt Raleigh-ban, melyek 26,5%-ában voltak 18 évnél fiatalabb gyermekek, 39,5%-át együtt élő házastársak, 11,4%-át pedig elvált női családfenntartó alkotta. A megkérdezettek 45,5%-a nem tekintette magát a háztartásban családtagnak. A háztartások 33,1%-át egyedül élő személyek teszik ki, ezek 6,2%-a volt 65 éves vagy idősebb. Az átlagos háztartás mérete 2,30 fő, az átlagos családé pedig 2,97 fő.

## Oktatás

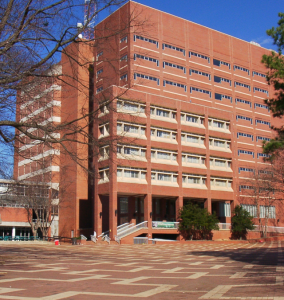
A D.H. Hill könyvtár az Észak-Karolinai Állami Egyetemen

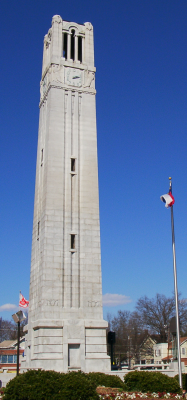
A Memorial Bell Tower az Észak-Karolinai Állami Egyetemen

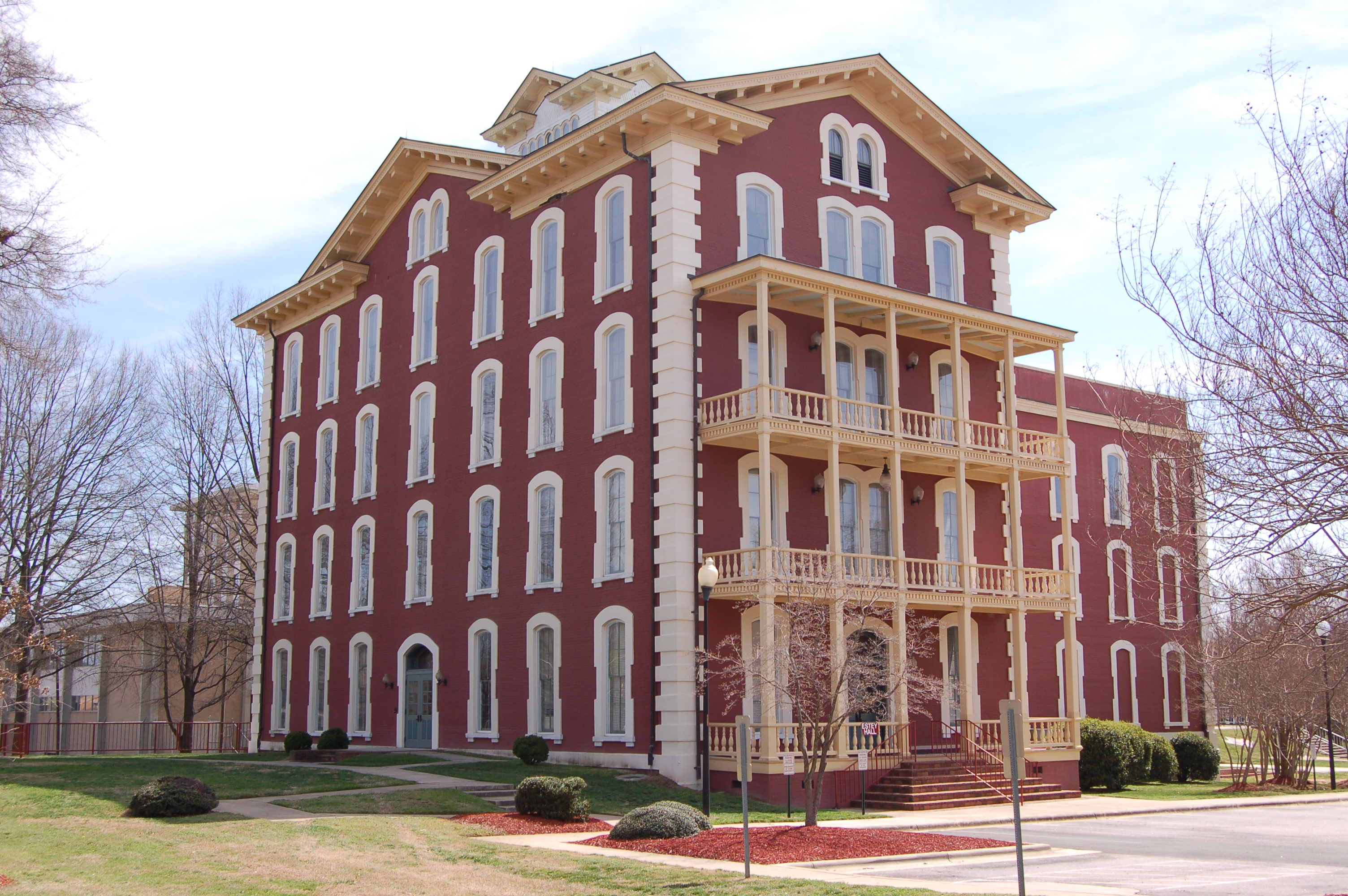
Az Estey Hall a Shaw University egyik épülete

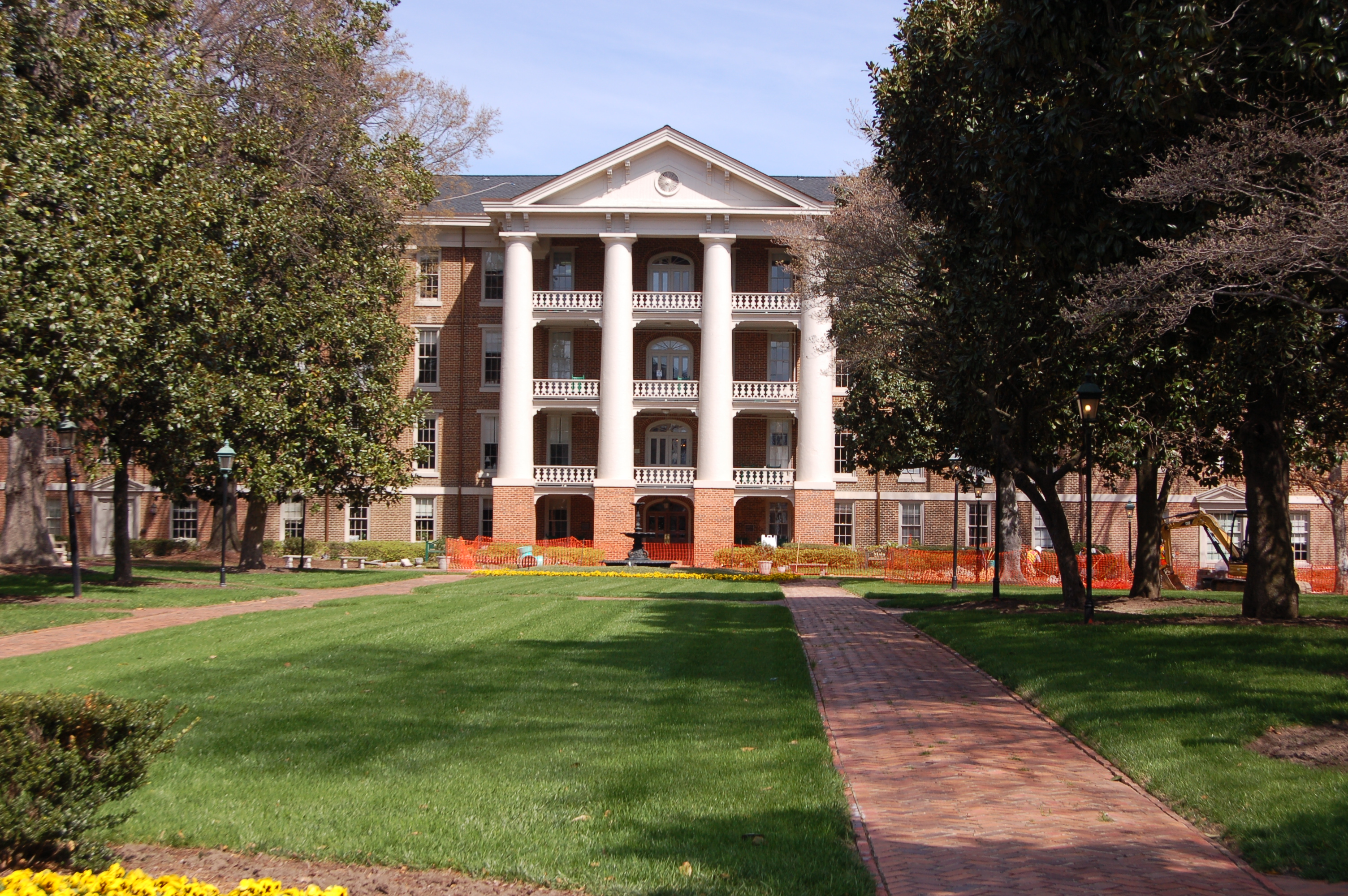
A Peace College fő épülete

### Felsőoktatás

#### Nyilvános (public) iskolák
- North Carolina State University
- Wake Technical Community College

#### Magán (private) iskolák
- Meredith College
- Peace College
- Shaw University
- St. Augustine's College

#### Magán, profitorientált iskolák
- ECPI College of Technology
- School of Communication Arts
- Strayer University
- The Emerald Academy - Paul Mitchell Partner School

### Általános és középiskolák

#### Nyilvános iskolák
A nyilvános általános iskolákat a Wake megyei oktatási rendszer működteti.

#### Charter iskolák
Észak-Karolina állam törvényileg rögzített számú charter iskolát üzemeltet. Ezek az iskolák a Wake megyei oktatási rendszertől függetlenül működnek. Raleigh-ban jelenleg 11 charter iskola van:
- Casa Esperanza Montessori School (K-6)
- Exploris Middle School (6-8)
- Hope Elementary School (K-5)
- John H. Baker, Jr., High School (9-12)
- Magellan Charter School (3-8)
- PreEminent Charter School (K-8)
- Quest Academy (K-8)
- Raleigh Charter High School (9-12)
- SPARC Academy (K-8)
- Torchlight Academy (K-6)
- Endeavor Charter School (K-7)
- Community Partners Charter High School (9-12)

#### Magán és egyházi iskolák
| - Al-Iman Islamic School (K-8) - Bonner Academy (5-8) - Cardinal Gibbons Catholic High School (9-12) - Follow the Child Montessori School (K-6) - The Franciscan School (katolikus, K-8) - Friendship Christian School of Raleigh (baptista, 1-12) - Gethsemane Seventh-Day Adventist School (K-8) - Jewish Academy of Wake County (K-3) - Montessori School of Raleigh (K-9) - Neuse Baptist Christian School (K-12) - North Raleigh Christian Academy (K-12) - Our Lady of Lourdes Catholic School (K-8) - Raleigh Christian Academy (baptista, K-12) |  | - The Raleigh School (K-5) - Ravenscroft School (K-12) - Saint David's Episcopal School (K-12) - Saint Mary's School (9-12) - Saint Raphael Catholic School, (K-8) - Saint Thomas More Academy (katolikus, 9-12) - Saint Timothy's Episcopal School (K-8) - Thales Academy - Wake Forest, Apex (K-5) - The Trilogy School (2-12) - Trinity Academy of Raleigh (keresztény, K-12) - Upper Room Christian Academy (Pre-K-12) - Wake Christian Academy (K-12) |

#### Otthonoktatás
A 7059 diákjával Wake megyében a legmagasabb az otthon tanulók száma az Egyesült Államokban. (2008. augusztus).
Észak-Karolinában a törvény szerint az otthonoktatás magániskolának minősül, ahol a diák a szüleitől, gondviselőjétől vagy a lakhelye háztartásának egy másik tagjától részesül oktatásban. Az otthonoktatás tananyaga és követelményrendszere törvényileg szabályozva van. Az ilyen "iskolák" a Wake megyei oktatási rendszertől függetlenül működnek, és be vannak jegyezve az Észak-Karolina állambeli Közigazgatási Minisztérium magániskolákkal foglalkozó osztályán.

## Kultúra

### Múzeumok
- Afrikai-amerikai Kulturális Központ (African American Cultural Complex)
- Kortárs Művész Múzeum (Contemporary Art Museum)
- Gregg Szép- és Iparművészeti Múzeum az Észak-Karolinai Állami Egyetemen (Gregg Museum of Art & Design at NCSU)
- House & Gardens
- Észak-Karolinai Szépművészeti Múzeum (North Carolina Museum of Art)
- Észak-Karolinai Természettudományi Múzeum (North Carolina Museum of Natural Sciences)
- Észak-Karolinai Történeti Múzeum (North Carolina Museum of History)
- Észak-Karolinai Sporttörténeti Múzeum (North Carolina Sports Hall of Fame)
- Raleigh Városi Múzeum (Raleigh City Museum)
- Marbles Kids Museum
- J. C. Raulston Arboretum
- Joel Lane House
- Mordecai House
- Pope House Museum

### Előadóművészet
A Walnut Creekben található Time Warner Zenei Pavilon nagy nemzetközi fellépőknek ad otthont. A Progress Energy Center Előadóművészeti Központjában található a Raleigh Memorial Auditorium nevű hangversenyterem, a Fletcher Operaszínház, a Kennedy Színház és a Meymandi Koncertterem. Az észak-karolinai állami nagyvásár nyitvatartása alatt a Dorton Arénában (ép.: Maciej Nowicki, William Henley Dietrick, 1952) is sok fellépő jelenik meg. 2008-ban egy új színház nyílt meg a Murphy Iskola felújított történelmi hangversenytermében, a Meymandi Theatre. További színházak: a Raleigh Kamaraszínház (Raleigh Little Theatre), a Long View Center, a Parkszínpad (Theatre in the Park) és az Észak-Karolinai Állami Egyetemen található Stewart Színház.
Raleigh-ban több hivatásos művészegyesület található, mint például az Észak-Karolinai Szimfonikusok (North Carolina Symphony), az Észak-Karolinai Operatársulat (Opera Company of North Carolina), a Burning Coal Társulat (Burning Coal Theatre Company), az Észak-Karolinai Színház, a Broadway Series South és a Carolina Balett. Ezenkívül számos helyi felsőoktatási intézmény is hozzájárul az előadások palettájához.

### Képzőművészet
Az Észak-Karolinai Szépművészeti Múzeum rendelkezik az egyik legjelentősebb gyűjteménnyel Washington és Atlanta között. Az amerikai, európai és ősi művészetek kiállításai mellett a múzeum 2000-ben egy nagyobb Rodin kiállításnak, 2006 és 2007 között pedig egy Monet kiállításnak is otthont adott, melyek 200 ezernél is több látogatót vonzottak egyenként. A legtöbb múzeumtól eltérően az Észak-Karolinai Szépművészeti Múzeum a kiállítási tárgyainak nagy részét közalapítványok segítségével vásárolta. A múzeum kertjében található az ország egyik legnagyobb szoborparkja. A létesítmény jelenleg bővítés alatt áll, a befejezés kitűzött dátuma 2010.

## Szabadidő és sport

### Professzionális

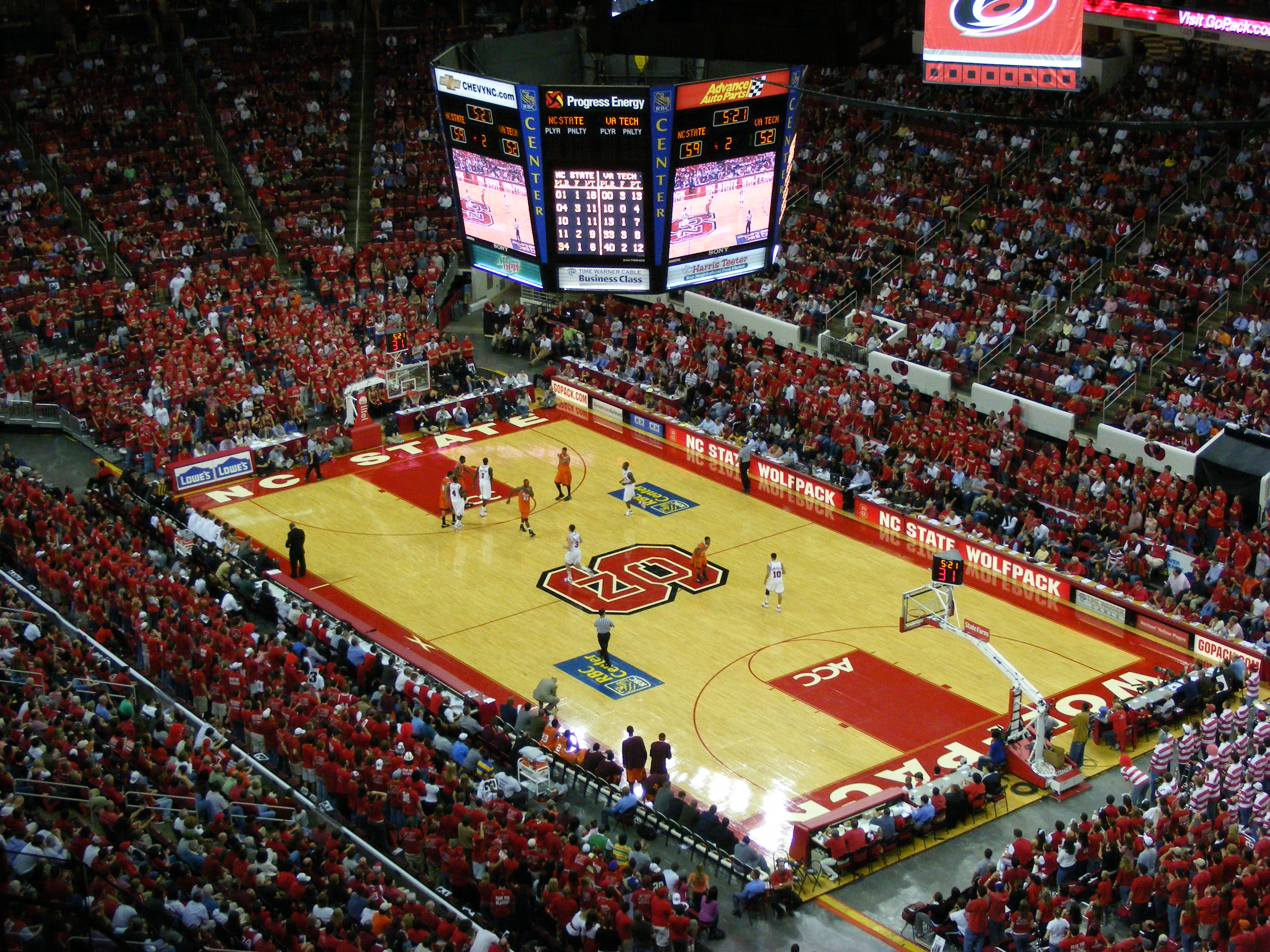
A raleigh-i RBC Center

Az NHL-ben játszó Carolina Hurricanes 1997-ben költözött Raleigh-ba a connecticuti Hartfordból, ahol Hartford Whalers néven játszottak. A csapat az első két szezonját a közeli Greensboroban játszotta, amíg az arénájukat az RBC Centert építették Raleigh-ban. A Hurricanes az egyetlen profiliga (NFL, NHL, NBA vagy MLB) bajnokságot nyert csapat Észak-Karolinában. 2006-ban nyerte meg a Stanley Kupát az Edmonton Oilers legyőzésével.
A Hurricanes mellett a városban található a Carolina Railhawks FC, az Egyesült Államok labdarúgó másodosztályában (USL) játszó csapat, a Carolina Mudcats és a Durham Bulls, akik alsóbb baseball ligákban játszanak.
A Research Triangle régióban rendezik meg 1994 óta az amerikai PGA Nationwide Tour Rex Hospital Open golf tornáját. A jelenlegi helyszín Raleigh Wakefield Ültetvényén található.

### Amatőr
A Raleigh Rugby Football Club három felnőtt csapattal rendelkezik:
- A Raleigh Vipers, divízió II-es férfi rögbicsapat, akik a Mid-Atlantic Rugby Football Union ligában játszanak. 2006-ban meg is nyerték a bajnokságot.
- A Raleigh Venom, divízió I-es női csapat, akik szintén a Mid-Atlantic Rugby Football Union ligában versenyeznek. A csapat nemrég jutott fel a második divízióból, miután kétszer megnyerte a bajnokságot 2005-ben és 2006-ban.
- A Raleigh Sidewinders, egy kerekesszékes rögbicsapat, amely az Egyesült Államok Quad Rugby Association tagja.

A North Carolina Tigers egy ausztrál focicsapat, akik a United States Australian Football League bajnokságban játszanak a keleti divízióban.
A Carolina Rollergirls egy női síkpályás rollercsapat. Ők a Női Flat Track Derby Association bajnokságában versenyeznek. Otthonuk a Dorton Arena az Észak-Karolinai Állami Nagyvásár terén.
Működik egy helyi krikettcsapat is Carolina ANZACs néven, akik a United States of America Cricket Association tagjai és a Közép-Atlanti Krikett Konferenciában játszanak.

### Szórakozás
A városban több mint 150 helyszín nyújt pihenési vagy kikapcsolódási lehetőséget. Ezek közt található 33 km² parkosított terület, 87 km hosszú zöldút, 22 kulturális központ, egy BMX versenypálya, 112 teniszpálya 25 helyszínen, 5 tó és 8 aquapark.
A J.C. Raulston Arborétum, egy 32 000 m²-es növénykert Raleigh nyugati részén az Észak-Karolinai Állami Egyetem gondozásában. Az arborétum egész évben ingyenesen várja a látogatókat.
Minden év novemberében megrendezésre kerül a City of Oaks Maraton maratoni és félmaratoni távval.
A Millbrook Exchange Tennis Center 23 pályával, üzletekkel és öltözőkkel rendelkezik.

## Közlekedés

### Légi

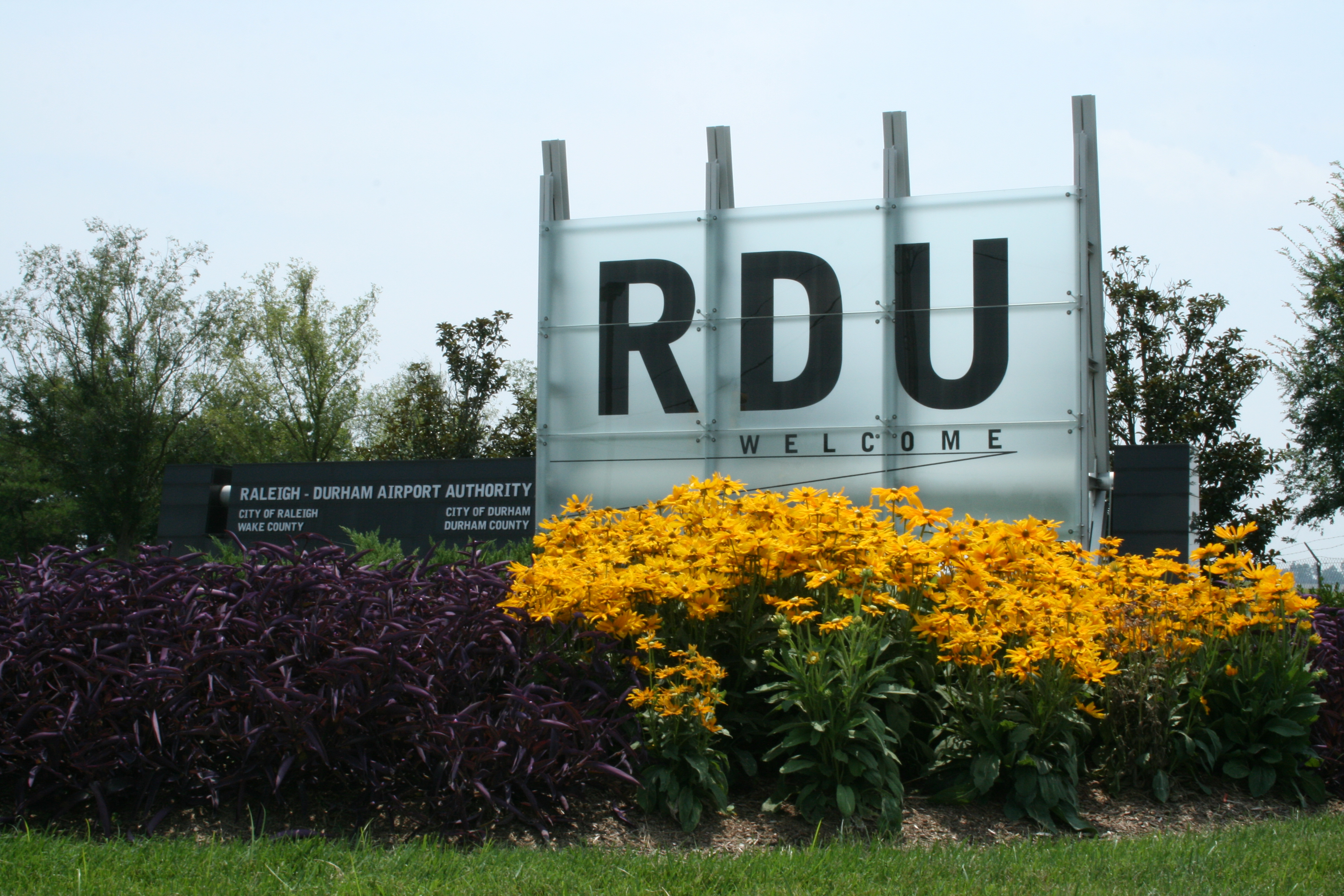
Az RDU felirat a repülőtér bejáratánál.

#### Raleigh-Durham Nemzetközi Repülőtér
A Raleigh-Durham Nemzetközi Repülőtér a régió elsődleges reptere, mely Észak-Karolinában a második legnagyobb repülőtér. Raleigh városközpontjától északnyugatra található az I-40 Interstate autópálya mentén Raleigh és Durham között. Ez bonyolítja le a város, a Research Triangle régió és Észak-Karolina keleti részének légiforgalmát. A reptér az American Eagle légitársaság egyik központja. Több, mint 45 belföldi és nemzetközi járatot fogad és indít körülbelül 10 millió utasnak évente. A repülőtér áruszállító és magánrepülőket is fogad.
Néhány magáncélú reptér is működik Raleigh agglomerációs körzetében.

### Főutak és autópályák
Interstate autópályák
- Az I-40 a város déli részén halad át. Raleigh-ből nyugatra Durham és Chapel Hill felé tart, délkeletre pedig a tengerparti Wilmington felé.
- Az I-440 körgyűrű a városközpont körül halad.
- Az I-540 jelenleg építés alatt áll. Az út Wake megye külső részei és Duhame megye körül fog haladni.

U.S. Highway autópályák
- A U.S. 1 észak felől érkezik a városba a Capital Boulevard mentén, majd csatlakozik az I-440-eshez Raleigh nyugati oldalán, és délkeleten hagyja el a várost.
- A Route 64 a fő kelet-nyugati autópálya Raleigh-n keresztül. Minden szakasza érint egy másik másik autópályát.
- A Route 70 nagyjából északnyugat-délkelet irányban halad át Raleigh-n.
- A Route 264 a US 64-essel közösen Raleigh keleti részét érinti.
- A Route 401 északon a Capital Boulevard és a Louisburg Road mentén vezet. Délen a US 70-essel közösen van számozva a Wade Avenue-tól.

Észak-karolinai autópályák
- Az N.C. Route 54 a Chapel Hill Roadot és a Hillsborough Streetet követi Raleigh nyugati felén. Az út az I-440-eshez kapcsolódik.
- Az N.C. Route 50 észak-déli irányban szeli át Raleigh-t.
- Az N.C. Route 98, más néven a Durham Road a város északi csücskén halad át.

### Intercity vasút
Az Amtrak Carolinian, Piedmont és Silver Star járatai naponta közlekednek Raleighból az alábbi állomások felé:
- Charlotte, megállókkal Caryben, Durhamben, Burlingtonban és Greensboroban.
- New York, megállókkal Richmondban, Washingtonban, Baltimoreban és Philadelphiában.
- Miami, megállókkal Columbiában, Savannah-ban, Jacksonville-ben, Orlando-ban és Tampában.

### Tömegközlekedés

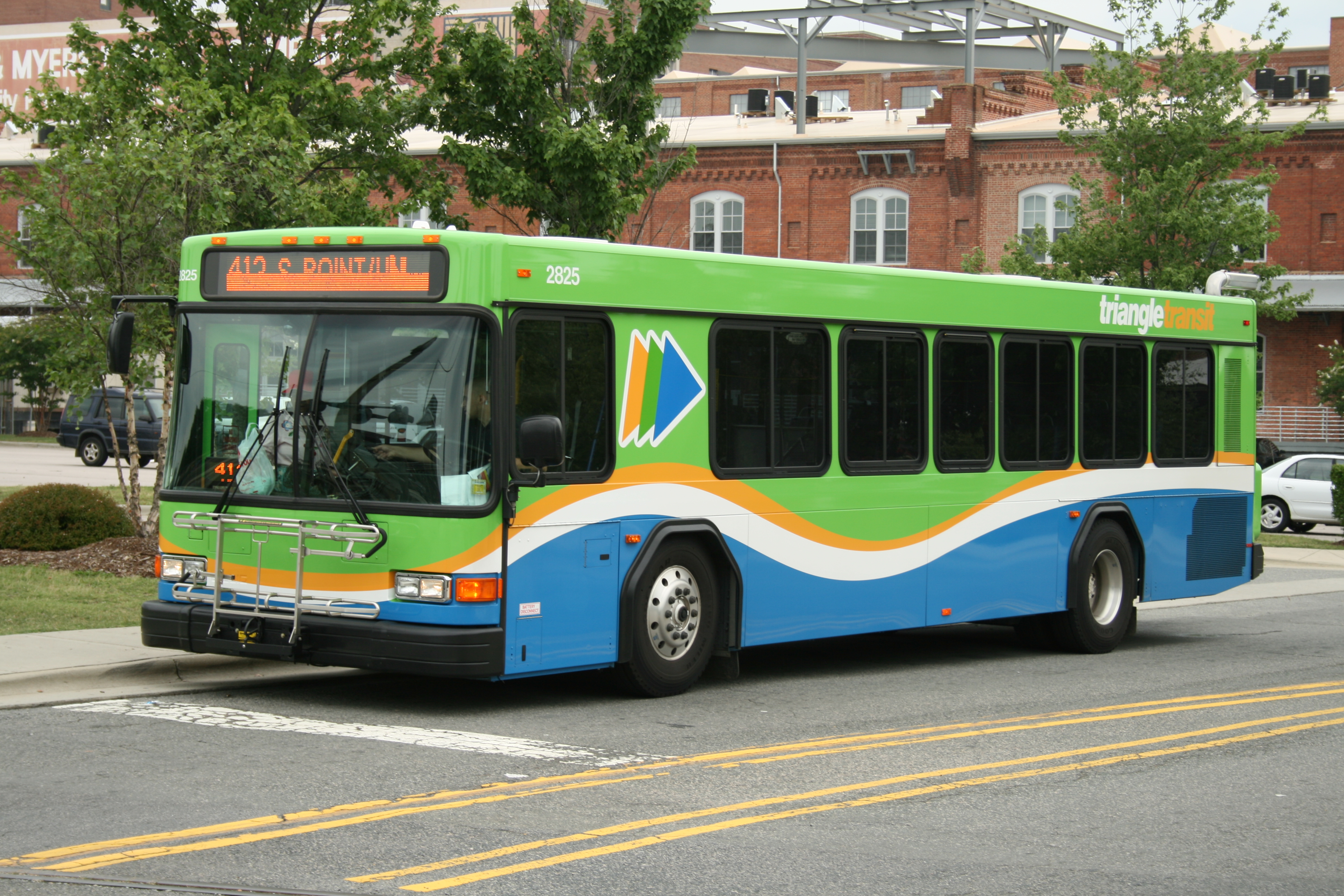
Triangle Transit busz

A tömegközlekedést Raleigh városában és a város körül a Capital Area Transit biztosítja 38 buszjárattal és egy történelmi trolijárattal, valamint a Triangle Transit. Ez utóbbi a város a környező települések, a repülőtér és a Research Triangle Park között üzemeltet távolsági járatokat. Az Észak-Karolinai Állami Egyetem saját közlekedési rendszert tart fenn, ami ingyenes járatokat biztosít az egyetem telephelyei között.

### Kerékpáros és gyalogos forgalom
A hegyekből-a-tengerre észak-karolinai Bicycle Route 2 áthalad a városon. Akárcsak a Maine-ből Florida felé vezető U.S. Bicycle Route 1. A North Carolina Bicycle Route 5, a közeli Apex városát köti össze a tengerparti Wilmingtonnal.
A legtöbb buszjáraton található kerékpártartó, és sok úton van kijelölt kerékpársáv. A biciklisták és gyalogosok rendelkezésére áll Raleigh kiterjedt zöldút rendszere ösvényekkel és gyalogutakkal.

## Média

### Sajtó
Az alábbi nyomtatott kiadványok jelennek meg Raleigh városában:
- The News & Observer, népszerű napilap
- Independent Weekly, hetilap (a közeli Durhamben adják ki)
- Carolina Journal, havonta megjelenő folyóirat
- The Blotter, havonta megjelenő irodalmi napló
- Q-Notes, kéthetente megjelenő folyóirat elsősorban a homoszexuális közönség részére
- The Slammer, hetente megjelenő bűnügyi folyóirat
- The Carolinian, Észak-Karolina legrégebbi afrikai-amerikai újsága
- The Carolina Times, afrikai-amerikai hetilap
- Triangle Tribune, afrikai-amerikai hetilap

### Televízió

#### Földi sugárzású
Az alábbi csatornák vannak Raleigh-ben bejegyezve, vagy van jelentős nézőbázisuk a környéken:
- WUNC-TV (4, PBS) Chapel Hill-i bejegyzés, az Észak-Karolinai Egyetem tulajdona
- WRAL-TV (5, CBS): Raleigh városába van bejegyezve, a Capitol Broadcasting Company tulajdona
- WLFL-TV (22, CW): Raleigh városába van bejegyezve, a Sinclair Broadcast Group tulajdona
- WRAZ-TV (50, Fox): Raleigh városába van bejegyezve, a Capitol Broadcasting Company tulajdona
- WNCN-TV (17, NBC): a stúdiók Raleighben találhatók, de Goldsboro városába van bejegyezve Raleigh-tól délkeletre, a Media General tulajdona
- WTVD (11, ABC): Durham városába van bejegyezve. A hírszerkesztő iroda Raleigh-ban van. Az ABC (The Walt Disney Company) tulajdona
- WRDC (28, MyNetworkTV) Durham székhelyű, a Sinclair Broadcast Group tulajdona
- WRAY-TV (30, Independent/Jewelry TV) Wilsonba van bejegyezve, a Multicultural Broadcasting tulajdona
- WUVC-TV (40, Univision) Fayetteville-be van bejegyezve, az Univision tulajdona.
- WAUG-TV (68, független csatorna) Raleigh-ba van bejegyezve, a Saint Augustine's College tulajdona, és ők is üzemeltetik

#### Előfizetős
Raleigh a központja a Research Triangle régionális kábel hírcsatornának, a News 14 Carolina.

### Földi sugárzású rádiók

#### Ingyenes és a hallgatók által támogatott rádiók
- WKNC-FM (főiskolai rock), az Észak-Karolinai Állami Egyetem hallgatói működtetik.
- WSHA-FM (jazz), a Shaw University működteti.
- WCPE-FM (klasszikus)
- WUNC-FM (nemzeti közszolgálati rádió, észak-karolinai közszolgálati rádió) a Chapel Hillen található Észak-Karolinai Egyetem működteti.

#### Kereskedelmi rádiók
- WDCG-FM
- WQDR-FM
- WBBB-FM
- WRAL-FM
- WWMY-FM
- WPTF-AM
- WRBZ-AM
- WDOX-AM
- WCLY-AM
- WQOK-FM
- WFXC-FM
- WFXK-FM
- WRVA-FM
- WKSL-FM
- WRDU-FM
- WNNL-FM
- WAUG-AM

## Testvérvárosok
Raleigh testvérvárosai az alábbiak:
- Franciaország, Compiègne.
- Anglia, Hull.
- Németország, Rostock.